# Vào Nam ra Bắc
Vào Nam ra Bắc là phim điện ảnh chính kịch Việt Nam năm 2000, kịch bản và đạo diễn bời Phi Tiến Sơn.

## Nội dung
Ở hiện tại, Quang là giám đốc một công ty quốc doanh, ông được đối tác mời đến một vũ trường để giải khuây và tại đây Quang gặp được nữ tiếp viên trẻ tên Hương. Cô gái có những đặc điểm khiến Quang nhớ đến cô bé Nụ mà ông từng gặp trong thời chiến, dù Hương không nhận mình là Nụ nhưng Quang vẫn giữ cô lại để cùng ôn lại chuyện xưa.
Vào những năm cuối của Chiến tranh Việt Nam, tiểu đội của Quang trên đường vào Nam bằng xe tải thì bị trúng bom của không quân Mỹ trên địa phận Thanh Hóa, trước đấy đã chứng kiến những hy sinh và sự kinh hoàng của bom đạn phần nào khiến Quang nhụt trí, anh cùng với Hải quyết định đào ngũ. Hải nhanh chóng bị đội dân phòng bắt về, còn Quang tiếp tục lẩn chốn. Vì quá đói, Quang đã ăn sống củ sắn và bị say, anh được Nụ - một bé gái điạ phương cứu. Trong thời gian lẩn chốn, Quang lấy được cảm tình của người dân điạ phương và được xem như anh hùng khi liều mình vào đám cháy để cứu các cháu nhỏ. Chỉ ít ngày sau, Quang bị bắt, áp giải về đơn vị tiếp tục vào chiến trường.
Kết thúc phim, bộ phim trở lại cuộc trò chuyện giữa ông Quang và Hương. Nhận được những lời động viên và cảm hóa từ câu chuyện của ông Quang, Hương quyết định từ bỏ công việc tiếp viên để trợ lại trường học.

## Diễn viên
- Lê Hồng Quang vai Quang (trẻ)
- Vũ Phương Thanh vai Nụ
- Thúy Loan vai Hương
- Đức Sơn vai Quang (già)
- Hoàng Thanh Dương vai Hải
- Nguyễn Vĩnh Xương vai Tiến
- Quốc Tuấn vai Tiểu đội trưởng
- Hoàng Lan vai Cô giáo
- Trần Hạnh vai Ông Bình
- Thanh Tú vai Đội trưởng Hồng

## Giải thưởng
| Năm  | Giải thưởng                                                         | Đề cử                     | Kết quả   | Nhận giải | Chú thích                  |
| ---- | ------------------------------------------------------------------- | ------------------------- | --------- | --------- | -------------------------- |
| 2001 | Giải thưởng Hội Điện ảnh Việt Nam 2000                              | Phim xuất sắc             | Giải B    | (bộ phim) | [ 1 ]                      |
| 2001 | Liên hoan phim Việt Nam lần thứ 13 Hạng mục Phim truyện nhựa        | Nữ diễn viên phụ xuất sắc | Đoạt giải | Bảo Thanh | tên đề cử: Vũ Phương Thanh |
| 2001 | Liên hoan phim Việt Nam lần thứ 13 Hạng mục Phim truyện nhựa        | Phim truyện xuất sắc      | Bằng khen | (bộ phim) | [ 3 ] [ 4 ]                |
| 2004 | Giải thưởng Bộ Quốc Phòng về Văn học, nghệ thuật, báo chí 1999-2004 | Điện ảnh                  | Đoạt giải | (bộ phim) | [ 1 ]                      |